# Coventry Climax
Coventry Climax fue un fabricante británico de motores, generadores, motobombas para bomberos y montacargas. 

## Inicios
La compañía fue fundada en 1903 como Coventry-Simplex por H. Pulham Lee, un antiguo empleado de Daimler que vio la necesidad de competencia en el naciente mercado de los motores de combustión. Uno de los primeros diseños de motores Coventry-Simplex fue usado en los tractores de la Expedición Imperial Trans-Antártica de Ernest Shackleton en 1914. Motores Coventry impulsaron muchas marcas de la preguerra, incluyendo Triumph, Morgan, Clyno, Crossley, Swift, AJS, Marendaz, Crouch y Standard.

## Coventry Climax
Con la crisis financiera de 1930, especialmente con el cierre de Swift en 1931, Coventry quedó con una gran cantidad de motores en bodega. El señor Lee dejó la compañía en manos de su hijo Leonard Lee, quien decidió cambiar el nombre a Coventry Climax y convertir los motores embodegados en generadores, dando a la compañía la oportunidad de entrar en una nueva área. En 1937 empezaron a producir motobombas y ganaron buena reputación por poder trabajar por largos periodos debido a su buen diseño y construcción de calidad. Usuarios de motores Coventry tras la Segunda Guerra Mundial fueron Clan, Hillman, Kieft, Lotus, Cooper y TVR.
En 1949 se diversificó apartándose de los motores automotrices y entrando al mercado de motores diésel para uso marino, para motobombas y para montacargas.

## Competición
En 1950 se les unió Walter Hassan, exempleado de Jaguar y Bentley, diseñando un nuevo motor ligero con árbol de levas elevado que llamaron FW (por feather weight, "peso pluma"). Este 38 bhp 1020 cc L4 fue usado en motobombas. En 1953 se adaptó para la competición como FWA, de 72 hp 1097cc. Agrandado a 1500 cc se produjeron 35 unidades como FWB para automóviles de carreras y 700 como FWBP en motobombas. Una variante diseñada especialmente para las carreras en Estados Unidos fue el pequeño FWC V8 de 750cc usado exitosamente por Dan Gurney. Otra variante fue el FWM de uso marino. Este último se readaptó para automóviles como FWMA y fue usado por Lotus y Hillman. Climax propulsó coches Lotus que ganaron el "Índice de Desempeño" muchas veces en las 24 Horas de Le Mans.

### Fórmula 1

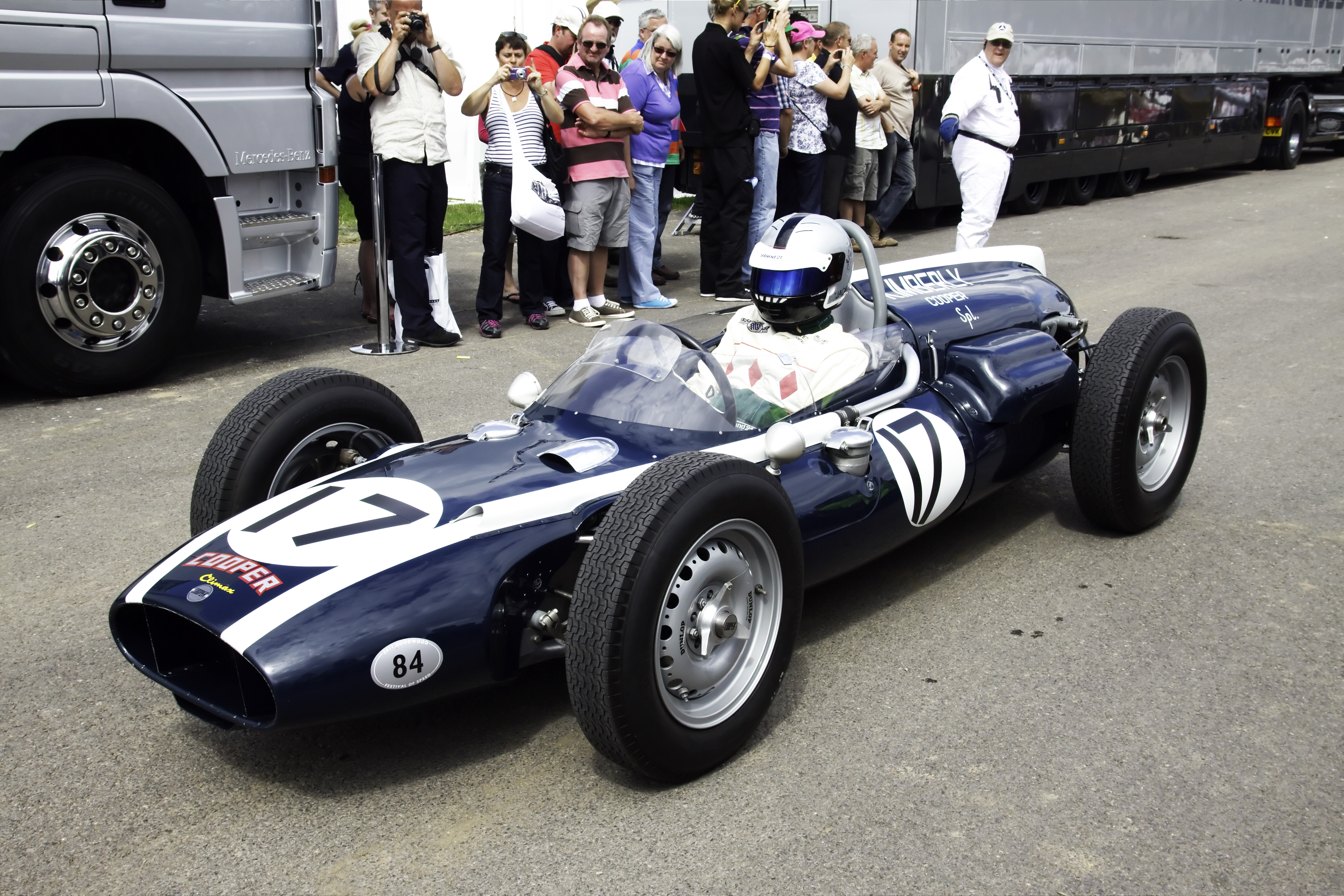
Cooper T54-Climax.

Motores Coventry Climax ganaron cuatro campeonatos mundiales con los equipos Cooper y Lotus. 
El FPF fue un desarrollo para carreras del FWB que empezó como un motor 1,5 litros para Fórmula 2 y gradualmente fue creciendo como motor de Fórmula 1: la versión 2,0 litros que llevó a los Cooper de Stirling Moss y Maurice Trintignant a su primera victoria, contra los 2,5 litros de la competencia; luego creció a 2,5 litros para Fórmula 1 y a 2,7 litros para Indy y Tasman Series; e incluso se usó provisionalmente en 1966 como 3,0 litros en carreras de Fórmula 1.
Un motor especial para la compañía, el motor FWMV v8 desarrollado para uso marino, producía 174 hp y fue usado en muchas carreras de autos por Lotus (incluyendo el Lotus 24, Lotus 25 y Lotus 33) y Cooper (como el Cooper T51-Climax de Fórmula Junior). Este motor obtuvo su primera victoria con Jim Clark en el Lotus 25 de 1962 e impulsó a los Lotus al ganar los campeonatos mundiales de 1963 y 1965. 
Coventry Climax construyó dos motores notables que nunca corrieron en competencia en su forma original:
- El primero es el FPE v8 "Godiva", que fue planeado para el cambio de la Fórmula 1 a 2,5l en 1954 debido al temor por la rumorada potencia de Mercedes y sus motores (que resultaron poco competitivos). Paul Emery compró un Godiva y lo montó en un viejo chasis de Fórmula 3 para hacer el auto Shannon de F1 en 1966. Luego el motor corrió en desarrollos cercanos a su forma original en el auto Kieft Grand Prix cuando fue finalmente terminado en el 2003.

- El otro motor que no llegó a correr es el FWMW flat-16. El trabajo en el propulsor continuó a través de los últimos años de los motores de 1,5 l, con Lotus y Brabham como receptores, pero la reglamentación cambió antes de que el motor mostrara alguna clara ventaja sobre el V8. El motor fue un fracaso y provocó el abandono de la F1.

La compañía vendió sus viejos motores a Bob King's Racing Preparations y motores Climax no oficiales siguieron apareciendo hasta 1967 cuando la llegada del Cosworth DFV empujó al final de la historia de Coventry Climax en F1.

## Industria militar
En negocios aparte de los motores automotrices, Coventry Climax usó su experiencia en diésel marinos para desarrollar y construir el motor Armstrong-Whitworth sobrealimentado H30 multi-combustible para uso militar. Se utilizó como motor auxiliar en los carros de combate británicos Chieftain y Challenger, en el sistema de misiles antiaéreos Rapier y otros equipos militares.

## Decadencia
En 1963 la compañía fue adquirida por Jaguar Cars, que a su vez en 1968 fue adquirida por British Leyland. A principios de la década de 1980 el negocio de montacargas fue vendido a British Fork Truck Holdings. En 1986 Coventry Climax fue declarada en bancarrota. Aunque rescatada por Cronin Tubular, la fábrica y talleres fueron cerrados y en 1990 por intervención del Ministerio de Defensa se traspasó el negocio de motores a Horstman Defense Systems.

## Vehículos
Algunos automóviles notables impulsados por motores Coventry Climax:
- 1929 AJS Nine
- 1930 Crossley 10, 1122 cc l4
- 1934 Morgan Aero, 1122 cc l4
- 1935 Triumph Gloria
- 1935 Crossley Regis, 1122 cc 4 cilindros, 1476 cc y 1640 cc 6 cilindros
- 1957 Lotus Elite, 1216 cc FWE
- 1958 TVR Grantura, 1216 cc FWE